# 博埃日
博埃日（法語：Boëge，法語發音：[bɔɛʒ]）是法国上萨瓦省的一个市镇，属于托农莱班区。

## 地理
博埃日（46°12'32"N, 6°24'17"E）面积16 平方千米，位于法国奥弗涅-罗讷-阿尔卑斯大区上萨瓦省，该省份为法国东部省份，历史上为薩伏依的一部分，北与瑞士接壤，西接安省，南至萨瓦省，东与瑞士和意大利接壤。
与博埃日接壤的市镇（或旧市镇、城区）包括：博热沃、邦斯昂沙布莱、克朗沃-萨勒、圣安德烈德博埃日、圣塞尔格、维拉尔。
博埃日的时区为UTC+01:00、UTC+02:00（夏令时）。

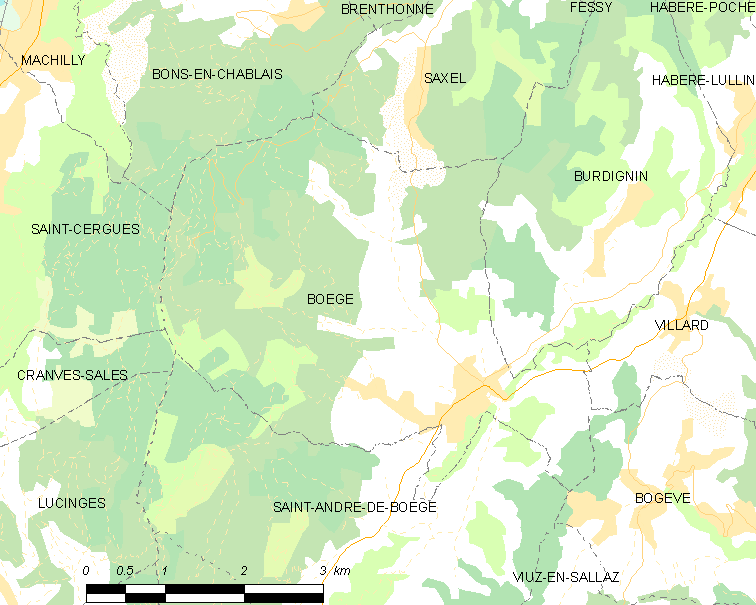
博埃日的OSM定位图

## 行政
博埃日的邮政编码为74420，INSEE市镇编码为74037。

## 政治
博埃日所属的省级选区为锡耶县。

## 人口

1962-2008年间博埃日人口变化图示

博埃日于2022年1月1日时的人口数量为1938人。